# 永田正
永田 正（ながた ただし、1952年1月23日 - ）は、日本の実業家。東京都出身。1974年3月に立教大学法学部法学科を卒業、同年4月に京王帝都電鉄（現：京王電鉄）入社。京王電鉄代表取締役会長兼社長を経て、同社代表取締役会長を務めた。

## 来歴・人物

### バス事業との関わり

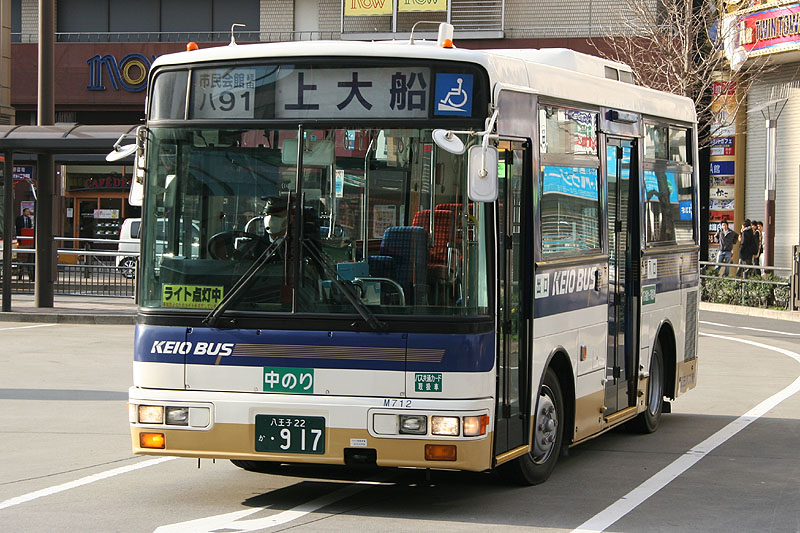
車椅子スロープ付き小型ワンステップバス（日産ディーゼル・RN）

1974年に京王帝都電鉄（当時）に入社直後、希望配属先を聞かれ「バス以外ならどこでもいい」と答えたところ、バス事業を担当する自動車事業部（現：京王電鉄バス）に配属され、バス分社化までの約25年をバス事業に携わることになる。
入社後は、自動車事業部八王子営業所（現：京王電鉄バス八王子営業所）所長に就任、父親と同世代の職人気質のバス運転手らとのコミュニケーションに悩んだ結果、営業所内に卓球台を設置し、卓球を通じて打ち解けたことから「卓球所長」と呼ばれた。そして運転手らとの会話を通じて、営業所内の休憩場所が足りず、先輩に遠慮してバス車内で仮眠を取る若手運転手の話など、乗務員の労働環境についても聞き、営業所内の休憩室整備など待遇改善に尽力する。
1992年に自動車事業部課長に就任。同社の運行エリアで多摩都市モノレールが開業（1998年）する影響も鑑み、バス事業の抜本的な収支改善を目指して、1997年に分離子会社の京王バス（初代、のちの京王バス東）を設立してバス事業の分社化を推進した。その後、2001年には南大沢京王バス（のちの京王バス南）、翌2002年には京王電鉄バスが設立され、京王のバス事業は電鉄本体から分離された。

また京王バス（初代）の分社化に合わせ、京王電鉄（当時）と日産ディーゼル（現：UDトラックス）が共同開発した、車椅子スロープ付き小型ワンステップバスの日産ディーゼル・RNを1996年より一括導入し、運行コストダウンとバリアフリーを同時に図るなど、バス事業の合理化とともに旅客サービス向上に務めた。

### 鉄道の環境対策

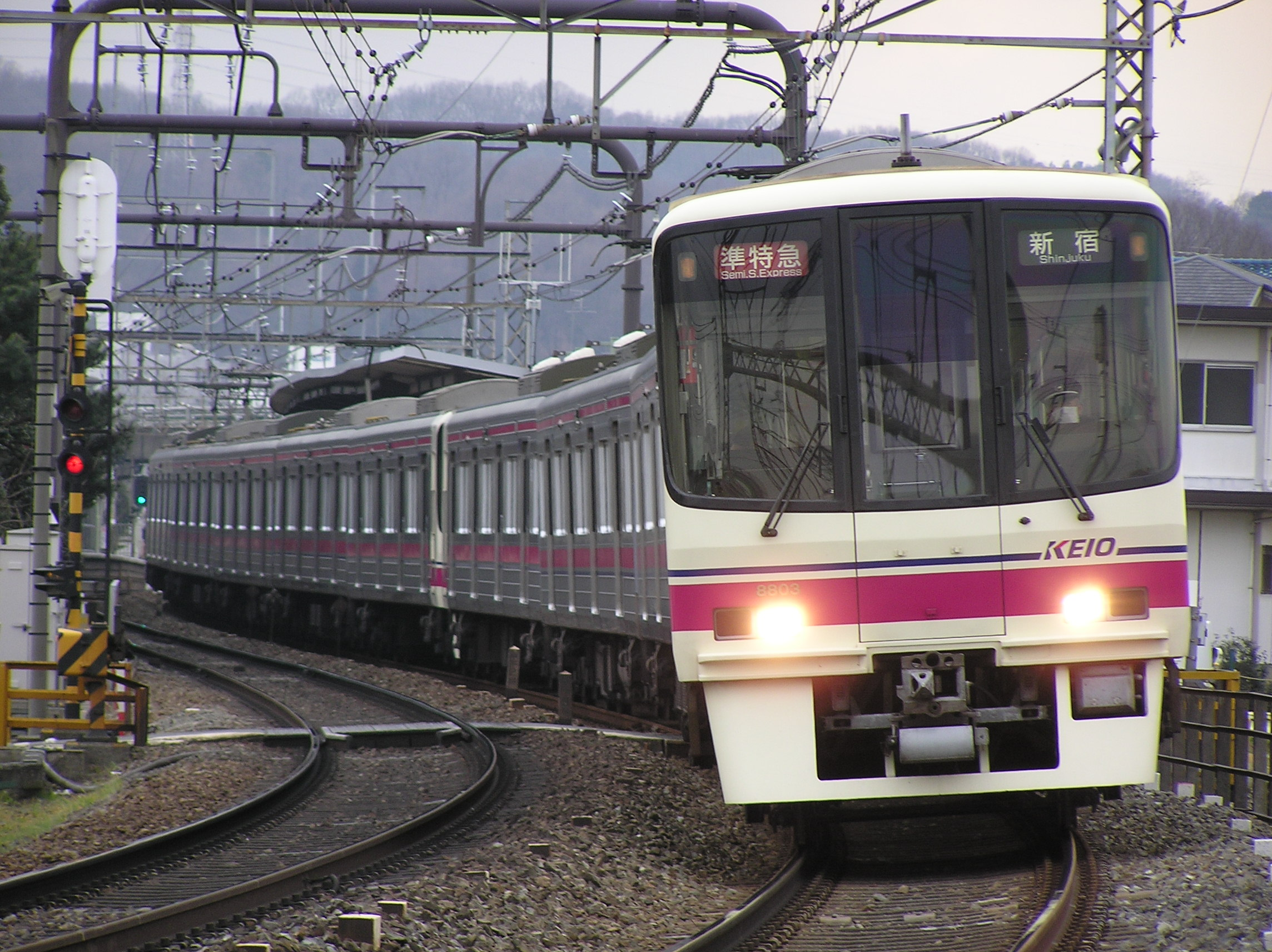
京王線用として初のVVVFインバータ制御を採用した京王8000系

2000年6月に京王電鉄関連事業部長、2002年6月に総合企画本部グループ事業部長、2003年6月に人事部長に就任。2004年6月に取締役に昇格。2005年6月に取締役経営企画部長、2006年6月に総合企画本部経営企画部長、2007年6月に常務取締役・総合企画本部長に就任。2009年6月からは代表取締役社長を務め、2010年6月に総合企画本部長に就任した。
京王電鉄社長就任中は鉄道の環境対策に取り組み、2012年9月までに日本国内の大手鉄道会社では初めて全車両をVVVFインバータ制御電車に更新、翌2013年6月には高幡不動検車区を改築して省電力・節水などの環境対応設備を盛り込んだ。車両の省エネ対策はその後も推進されている。

### 多摩ニュータウン活性化
また沿線の地域活性化にも取り組み、2007年に生活支援サービス「京王ほっとネットワーク」を設立、2012年6月には「沿線価値創造部」に発展した。2013年8月28日には、京王電鉄本社所在地の多摩市と包括連携協定を締結、高齢化の進む多摩ニュータウンエリアで京王ほっとネットワークによる移動販売を開始し、その際の記者会見では「多摩ニュータウンエリアは当社とともに発展してきた」と語った。多摩ニュータウン内の京王多摩センター駅・京王永山駅周辺で始まった移動販売は、その後は要望を受けて販売エリアを拡大、八王子市・日野市にも進出した。
2015年6月からは代表取締役会長兼社長に就任、2016年6月に後任の紅村康が代表取締役社長に就任、これに伴い代表取締役会長に就任した。

### 他社社外取締役として
京王電鉄会長在任中の2022年5月、ウエルシアホールディングス社外取締役。同2022年6月、京王電鉄代表取締役会長を退任し相談役に就任、株式会社うかい（本社：八王子市）取締役に就任。
2025年現在、ウエルシアホールディングス社外取締役、株式会社うかい社外取締役を務める。